# Берлінська канатна дорога
52°32′2.34″ пн. ш. 13°34′49.61″ сх. д. / 52.5339833° пн. ш. 13.5804472° сх. д.

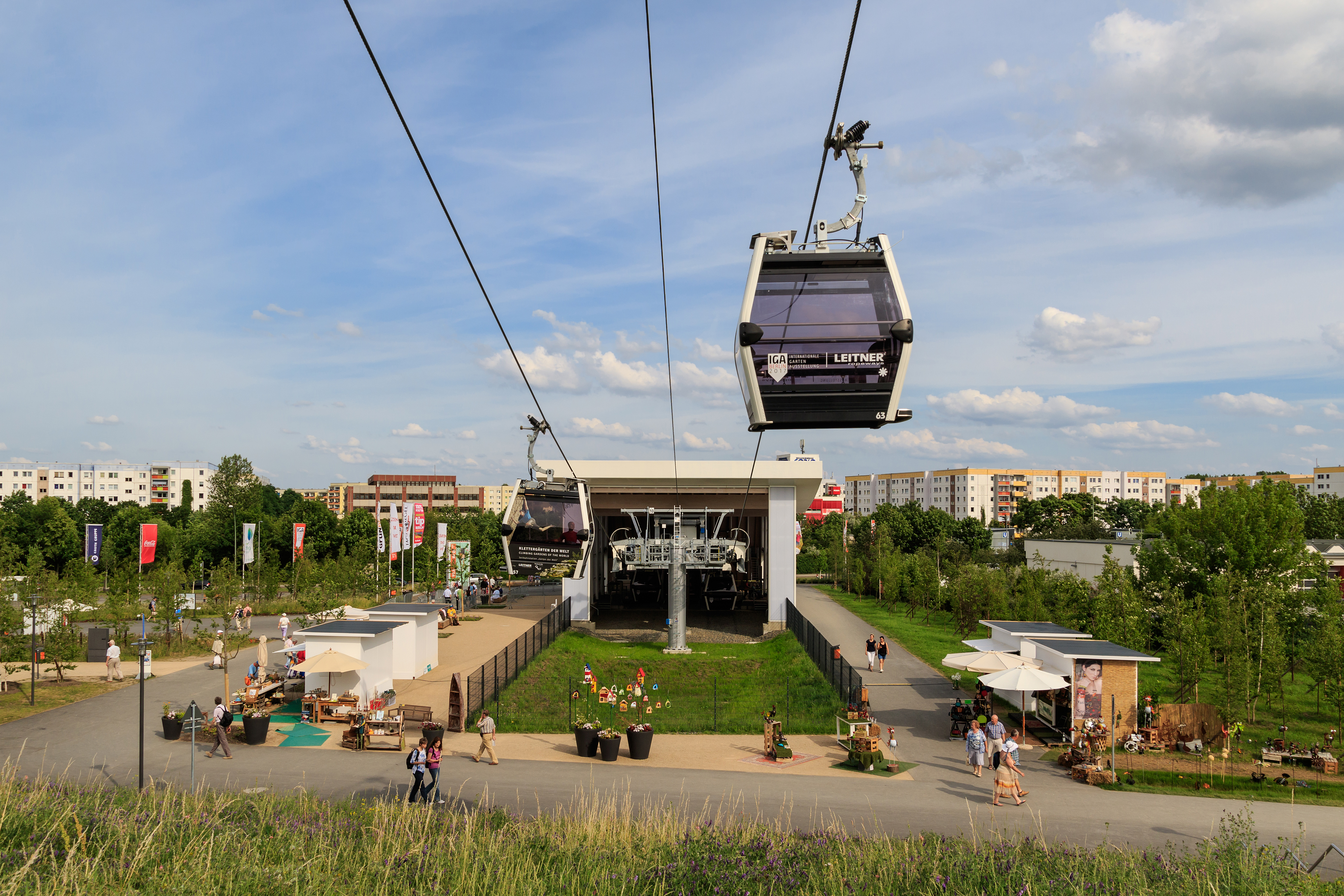
Берлінська канатка

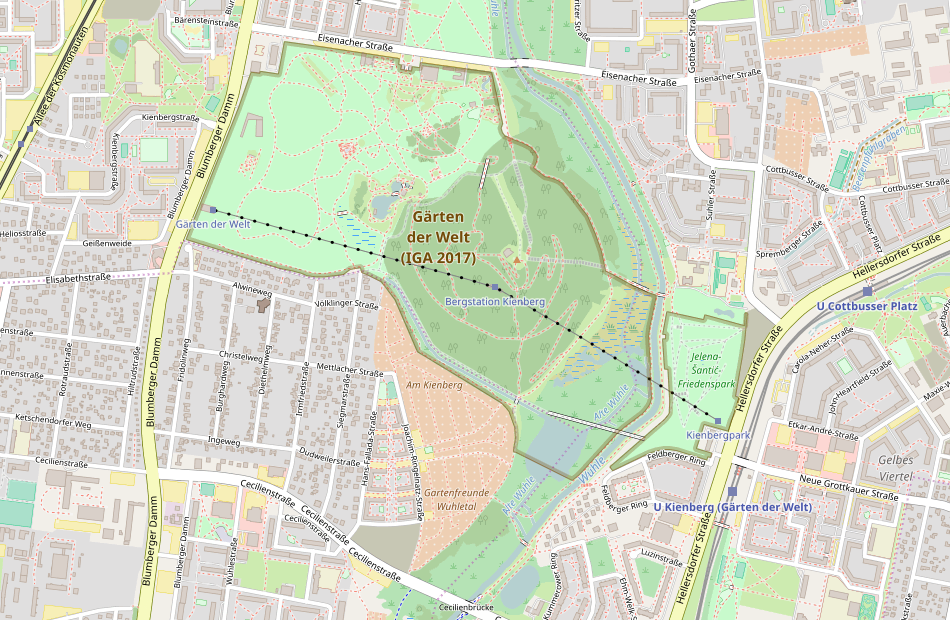
Берлінська канатка на мапі парку Марцан

Берлінська канатна дорога (нім. IGA-Seilbahn, IGA 2017-Seilbahn, Seilbahn Berlin) — 1,5-кілометрова канатна дорога, що прямує через парк Марцан, Берлін, Німеччина. Побудована для Міжнародної виставки садівництва 2017, є першою канаткою що відкрилася в німецькій столиці

## Історія
27 лютого 2014 року, було підписано контракт між італійською Leitner AG, з Південного Тиролю, та  IGA Berlin 2017 GmbH, на будівництво нової канатної дороги. Leitner AG несе витрати на будівництво і експлуатацію близько 14 мільйонів євро . Будівництво канатної дороги розпочалося 16 березня 2016 року і тривало до кінця літа цього ж року. У вересні 2016 року відбулася перша тестова поїздка з мером Берліна Михахаель Мюллер Офіційне відкриття відбудлося 13 квітня 2017 року, вартість поїздки включено у вхідний квиток на виставку

## Маршрут
Лінія має завдовжки 1,58 км, і прямує через парк Марцан, від Кінбергпарк на пагорб Кінберг, і далі до Блумбергер Дамм де розташована станція Гертен дер Вельт. Поїздка займає п'ять хвилин, може перевозити 3000 пасажирів на годину в обох напрямках. Лінію обслуговує 62 гондоли, для десяти осіб кожна
Східна кінцева станція, Кінбергпарк, має пересадку на станцію U-Bahn Кінберг (Гертен дер Вельт), на лінії U5. Станція до 2016 року мала назву Нойє Гроткауер Штрассе («Neue Grottkauer Straße»), але була перейменована через майбутню виставку
| Станція                              | Km   | над середнім рівнем моря | Coords                                                                  | Пересадка                     |
| ------------------------------------ | ---- | ------------------------ | ----------------------------------------------------------------------- | ----------------------------- |
| U14 Кінбергпарк (Kienbergpark)       | 0.00 | 35                       | 52°31′50″ пн. ш. 13°35′24″ сх. д. / 52.530483° пн. ш. 13.590005° сх. д. | U5 Кінберг (Гертен дер Вельт) |
| Кінберг (Kienberg (Горишня станція)) | 0.75 | 102                      | 52°32′02″ пн. ш. 13°34′50″ сх. д. / 52.533983° пн. ш. 13.580446° сх. д. | –                             |
| Гертен дер Вельт (Gärten der Welt)   | 1.58 | 40                       | 52°32′09″ пн. ш. 13°34′07″ сх. д. / 52.535951° пн. ш. 13.568617° сх. д. | –                             |